# Monteagudo (Navarra)
Monteagudo es una villa y un municipio español de la Comunidad Foral de Navarra. El término municipal, ubicado en la Merindad de Tudela, tiene una población de 1085 habitantes (INE 2024).

## Geografía
La localidad de Monteagudo está situada al sur de la Comunidad Foral de Navarra, dentro de la comarca de la Ribera de Navarra. Se encuentra a 108 km de Pamplona. El término municipal está atravesado por la carretera nacional N-121-C, que une Tarazona con Tudela. El municipio está situado en la Merindad de Tudela y en la comarca de Tudela.
El relieve del municipio está definido por el valle del río Queiles, que hace de límite por el este con la provincia de Zaragoza, por el valle del río Naón por el norte, y por una zona más escarpada al oeste, donde se superan los 500 m de altura. La altitud oscila entre los 505 m al oeste (Alto de Torroplín) y los 380 m a orillas del río Queiles. El pueblo se alza a 404 m sobre el nivel del mar. Su término municipal tiene una superficie de 10,91 km² y limita con los siguientes municipios:
| Noroeste: Cascante                    | Norte: Cascante y Tulebras | Nordeste: Tulebras                |
| Oeste: Cascante y Tarazona (Zaragoza) |                            | Este: Barillas y Malón (Zaragoza) |
| Suroeste: Novallas (Zaragoza)         | Sur: Novallas (Zaragoza)   | Sureste: Malón (Zaragoza)         |

## Historia
A mediados del siglo XIX, la villa tenía contabilizada una población de 680 habitantes. Aparece descrita en el decimoprimer volumen del Diccionario geográfico-estadístico-histórico de España y sus posesiones de Ultramar de Pascual Madoz de la siguiente manera:

MONTEAGUDO: v. con ayunt. en la prov. y c. g. de Navarra, part. jud. de Tudela (1 1/2 leg). aud. terr. de Pamplona (18 1/2), dióc. de Tarazona (1 1/2). sit. en llano y no muy dist. de la falda oriental del Moncayo, en el confín SO. de la prov.; clima templado; la combaten los vientos N. y NO. y se padecen afecciones de pecho y calenturas intermitentes. Tiene 160 casas que forman 3 calles, casa municipal con cárcel, pero alquilada, un palacio de propiedad del marqués de San Adrián, escuela de primera educacion frecuentada por 36 ó 40 alumnos y dotada con 70 robos de trigo, igl. parr. de término dedicada á Sta. Maria Magdalena y servida por un rector, cementerio en paraje ventilado, una ermita dedicada á Ntra. Sra. del Camino; en sus inmediaciones se halla un edificio bastante capaz habitado por una numerosa comunidad de Agustinos descalzos, misioneros del Asia, regida por un rector; es uno de los 3 conv. esceptuados de la supresion: á la salida de la v., en direccion de Tudela, se encuentra una fuente de aguas regulares. El térm. se estiende de N. á S. 1/2 leg. é igual dist. de E. á O., y confina N. Tulebras; E.Barillas; S. Malon y Novallas, y O. tambien Novallas; comprendiendo dentro de su jurisd. bastantes árboles que lo hacen pintoresco y de vista agradable. El terreno es delgado yesoso y calizo de calidad; le fertilizan 2 r. llamados Naon y Calchotes que vienen de Aragon y faldas del Moncayo. caminos: los que dirigen á Tudela, Tarazona, Fitero, Agreda y Cascante, en buen estado: el correo se recibe de la cab. del part., por balijero, los martes, jueves, viernes y sábado, y se despacha los mismo dias. prod.: trigo, cebada, abena, judias, patatas, cáñamo, lino, vino y aceite; cria de ganado lanar; caza de liebres y diversos volátiles; pesca de barbos, cangrejos, truchas, y otros peces, aunque en corta cantidad. ind.: ademas de la agricultura y ganaderia hay dos molinos, uno de aceite y otro harinero, ambos en buen estado. pobl. 170 vec., 680 alm. riqueza: 177,228 rs. Esta v. tiene con otros 7 l. comunidad de pastos en un monte, que mas propiamente es un terreno de 7 leg. cuadradas de estension.
(Madoz, 1848, p. 534)

## Demografía
Monteagudo cuenta con una población de 1085 habitantes (INE 2024).
| Gráfica de evolución demográfica de Monteagudo entre 1842 y 2021                                                    |
| |
| Población de derecho según los censos de población del INE Población de hecho según los censos de población del INE |

## Administración y política
Monteagudo conforma un municipio el cual está gobernado por un ayuntamiento de gestión democrática desde 1979, formado por 9 miembros elegidos en las elecciones municipales según está dispuesto en la Ley Orgánica del Régimen Electoral General. La sede del consistorio está situada en la de San Francisco Javier, n.º 1 de la localidad de Monteagudo.
En las elecciones municipales de 2011 hubo un total de 841 (91,51 %) votantes, una abstención de 78 (8,49 %) y de los votos emitidos 18 fueron en blanco y 20 nulos (2,38 %). La fuerza másvotada fue Unión del Pueblo Navarro (UPN) que consiguió 446 votos (56,76 %) y 5 concejales lo cual supone mayoría absoluta. En segundo lugar quedó la otra formación que concurrió en los comicios, Partido Socialista de Navarra (PSN-PSOE) que consiguió 337 votos (41,05 %) y los otros 4 concejales con que cuenta el consistorio.
| Periodo   | Nombre                     | Partido | Partido                                  |
| --------- | -------------------------- | ------- | ---------------------------------------- |
| 1979-1983 | Francisco Jarauta Martínez |         | Agrupación de Electores (AE)             |
| 1983-1987 | Ángel Calvo Azagra         |         | Agrupación de Electores (AE)             |
| 1987-2007 | José María Vázquez Royo    |         | Partido Socialista de Navarra (PSN-PSOE) |
| 2007-2019 | Mariano Herrero Ibáñez     |         | Unión del Pueblo Navarro (UPN)           |
| 2019-2023 | Mariano Herrero Ibáñez     |         | Navarra Suma (NA+)                       |
| 2023-act. | Marisa Jiménez Tarazona    |         | Partido Socialista de Navarra (PSN-PSOE) |

| Partido político                         | 2019  | 2019       | 2015  | 2015       | 2011  | 2011       | 2007  | 2007       | 2003  | 2003       | 1999  | 1999       | 1995  | 1995       |
| Partido político                         | %     | Concejales | %     | Concejales | %     | Concejales | %     | Concejales | %     | Concejales | %     | Concejales | %     | Concejales |
| Navarra Suma (NA+)                       | 51,53 | 5          | —     | —          | —     | —          | —     | —          | —     | —          | —     | —          | —     | —          |
| Partido Socialista de Navarra (PSN-PSOE) | 47,54 | 4          | 41,98 | 4          | 41,05 | 4          | 46,06 | 4          | 50,62 | 5          | 50,56 | 5          | 50,06 | 5          |
| Unión del Pueblo Navarro (UPN)           | —     | —          | 55,79 | 5          | 56,76 | 5          | 52,82 | 5          | 48,58 | 4          | 47,53 | 4          | 48,61 | 4          |

## Símbolos
El escudo de armas de la villa de Monteagudo tiene el siguiente blasón:

Trae de oro y una faja de gules. Por timbre un yelmo empenachado.

Estas eran las armas de su señorío. Desde 1841 usó las cadenas del reino, pero en 1953 el ayuntamiento acordó con la Diputación Foral de Navarra volver a usar las armas de su señorío. Con los mismos colores y metales está pintado en las vidrieras del Palacio de Navarra.